# Sarstedt
Sarstedt là một đô thị ở huyện Hildesheim trong bang, Niedersachsen, Đức. Đô thị Sarstedt có diện tích 42,94 km², dân số thời điểm ngày 31 tháng 12 năm 2006 là 18.536 người. Sarstedt gần Hanover.
Đô thị độc lập cũ Giften đã thuộc Sarstedt từ ngày 1 tháng 3 năm 1974.